# Donald Sanborn
Donald J. Sanborn (New York, 19 febbraio 1950) è un vescovo statunitense di posizione cattolico tradizionalista aderente alla tesi di Cassiciacum.

## Biografia
Sanborn nacque a New York nel 1950 e frequentò la scuola elementare e superiore cattolica.  Entrò, nel 1967, nel seminario cattolico nella Diocesi di Brooklyn, studiò lingue classiche conseguì la laurea nel 1971.  Insoddisfatto delle riforme considerate moderniste del Concilio Vaticano II entrò, nello stesso anno, nel Seminario San Pio X a Ecône in Svizzera diventando così uno dei primi seminaristi della Fraternità sacerdotale San Pio X. Fu ordinato sacerdote da Marcel Lefebvre il 29 giugno 1975. Tornò negli Stati Uniti d'America e andò a celebrare la messa tridentina  in vari centri. Nel gennaio 1977 Lefebvre lo nominò rettore del primo seminario statunitense della SSSPX  Saint Joseph.
Nell'aprile 1983 è stato tra i nove sacerdoti statunitensi espulsi dalla Fraternità sacerdotale San Pio X a causa di motivi dottrinali e liturgici imposti dall'Arcivescovo Lefebvre che si sono messi sotto la guida di padre Clarence Kelly che fondò la Società San Pio V. Negli anni successivi padre Sanborn, insieme a diversi altri sacerdoti, si separa da Kelly. Nel 1995, sotto l'incoraggiamento di altri sacerdoti tradizionalisti, fondò il Most Holy Trinity Seminary per formare gli aspiranti al sacerdozio. Il 19 giugno 2002 fu ordinato a titolo di vescovo dallo statunitense Robert McKenna OP, vescovo aderente alla Tesi di Cassiciacum (elaborata da Michel Guérard des Lauriers). Sanborn è rettore del Most Holy Trinity Seminary, dà il sacramento della cresima e ordina sacerdoti ed è un punto di riferimento in America del sedeprivazionismo e ne ha scritto la spiegazione.

## Genealogia episcopale
La genealogia episcopale è:
- Patriarca Eliya XII Denha
- Patriarca Yukhannan VIII Hormizd
- Vescovo Isaie Jesu-Yab-Jean Guriel
- Arcivescovo Yosep V Hindi
- Patriarca Yosep VI Audo
- Patriarca Eliya XIV Abulyonan
- Patriarca Yosep Emmanuel II Thoma
- Vescovo François David
- Arcivescovo Antonin-Fernand Drapier
- Arcivescovo Pierre Martin Ngô Đình Thục
- Vescovo Michel Guérard des Lauriers OP
- Vescovo Robert McKenna OP
- Vescovo Donald Sanborn

La successione apostolica, senza il permesso della Santa Sede, è:
- Vescovo Joseph Selway (2018)